# Gmina Vihula
Gmina Vihula (est. Vihula vald) – gmina wiejska w Estonii, w prowincji Virumaa Zachodnia.
Skład gminy:
- Alevik: Võsu.
- Wieś: Aasumetsa, Adaka, Altja, Andi, Annikvere, Eisma, Eru, Haili, Ilumäe, Joandu, Kakuvälja, Karepa, Karula, Käsmu, Kiva, Koljaku, Koolimäe, Korjuse, Kosta, Lahe, Lauli, Lobi, Metsanurga, Metsiku, Muike, Mustoja, Natturi, Noonu, Oandu, Paasi, Pajuveski, Palmse, Pedassaare, Pihlaspea, Rutja, Sagadi, Sakussaare, Salatse, Tepelvälja, Tidriku, Tiigi, Toolse, Tõugu, Uusküla, Vainupea, Vatku, Vergi, Vihula, Vila, Villandi, Võhma oraz Võsupere.